# Who’s That Girl (Madonna-Lied)
Who’s That Girl ist ein Popsong der US-amerikanischen Sängerin Madonna aus dem Album Who’s That Girl zu dem gleichnamigen Film (in dem Madonna eine Hauptrolle spielt). Das Lied wurde am 30. Juni 1987 bei Sire Records als erste Single aus dem Album veröffentlicht. Das Lied ist zusätzlich auf der EP The Holiday Collection aus dem Jahre 1991 enthalten, die parallel zu dem Best-of-Album The Immaculate Collection aus dem Jahre 1990 veröffentlicht wurde. Außerdem findet sich das Lied auf der 2-Disk-Edition ihres Greatest-Hits-Albums Celebration aus dem Jahr 2009. Während der Dreharbeiten zu dem Film Who’s That Girl beauftragte Madonna den Songschreiber Patrick Leonard, einen Up-tempo-Popsong zu produzieren, der den Protagonisten des Filmes beschreibt. Madonna fügte später weitere Textpassagen und Gesang zum Demoband von Leonard hinzu und beschloss, den Film und das Lied Who’s That Girl zu nennen.
Einige Textpassagen des Liedes sind in spanischer Sprache gehalten. Who’s That Girl wurde Madonnas sechster Nummer-eins-Hit in den amerikanischen Billboard Hot 100 und erreichte die Spitze der Charts in weiteren Ländern wie dem Vereinigten Königreich, Kanada, den Niederlanden, Irland und Belgien.

## Hintergrund
Im Jahre 1986, als Madonna die Dreharbeiten zum Film Who’s That Girl begann, brauchte sie Lieder für das Soundtrackalbum des Filmes. Sie kontaktierte Patrick Leonard und Stephen Bray, die schon 1986 für ihr drittes Studioalbum True Blue schrieben und produzierten. Madonna erklärte ihnen, dass sie einen Uptempo-Song und einen Downtempo-Song bräuchte. Sie kam eines Donnerstags ins Studio, als Leonard den Refrain des Liedes produzierte. Er gab Madonna eine Kassette mit den bisherigen Aufnahmen. Sie ging ins Hinterzimmer und vollendete die Melodie sowie die restlichen Textpassagen des Liedes, während Leonard noch an anderen Teilen des Liedes arbeitete. Nachdem der Text zum Lied fertig war, erklärte Madonna, dass das Lied Who’s That Girl heißen solle und der Film ebenfalls und nicht Slammer (ursprünglicher Titel des Films). Laut eigenen Aussagen solle Who’s That Girl ein besserer Titel zum Film sein als Slammer. In Fred Bronsons The Billboard Book of Number 1 Hits erklärte Leonard, dass das Lied an nur einem Tag mit Madonna aufgenommen wurde, die am Ende schließlich noch den Gesang zum Lied beisteuerte. Die Gitarren und Perkussionen wurden von Leonard und Bray später noch zur Melodie hinzugefügt. Zu der Entwicklung der Musik zum Film erklärte Madonna

“I had some very specific ideas in mind, music that would stand on its own as well as support and enhance what was happening on screen and the only way to make that a reality was to have a hand in writing the tunes myself. […] The songs aren’t necessarily about Nikki [her character name in the movie] or written to be sung by someone like her, but there’s a spirit to this music that captures both what the film and the characters are about, I think.”

„Ich hatte einige spezielle Ideen: Musik, die sowohl eigenständig wäre als auch das Geschehen auf der Leinwand untermalen und verstärken würde; und die einzige Möglichkeit, dies zu verwirklichen, war, selbst an den Melodien mitzuschreiben. […] Die Lieder handeln nicht von Nikki [Madonnas Filmrolle] oder wurden geschrieben, um so wie sie zu singen, aber in der Musik ist ein Geist, der erfasst, worum es bei dem Film und den Figuren geht, meine ich.“

## Komposition
Das Lied ist eine typische Madonna-Pop-Komposition mit Dance- und Latin-Pop-Elementen. Die Melodie wurde mit einem Drumcomputer, einem Bass, einem Synthesizer und Streichinstrumenten eingespielt. Drei Abschnitte des Liedes, die Bridge, wo Madonna singt „what can help me now“, der Refrain und der Vers fließen stark zusammen. Das Lied belegt Madonnas andauerndes Interesse an der Hispanischen Kultur, welches mit der Veröffentlichung von La Isla Bonita begann. Es enthält einige Textpassagen in spanischer Sprache, beim Refrain, während des Trompeteneinsatzes beim zweiten Vers sowie bei einer Instrumentalpause in der Mitte des Liedes. Das Lied nutzt den Effekt des Doppelgesangs, den vorher schon Gruppen wie The Beach Boys auf ihren Singles God Only Knows (1966) und I Get Around (1964) sowie R.E.M. in Fall On Me (1986) und Near Wild Heaven (1991) benutzten. Who’s That Girl benutzt diesen Effekt beim letzten Refrain.

## Rezeption

### Kritik
Das Lied wurde von Kritikern gemischt aufgenommen. In seinem Buch The Complete Guide to the Music of Madonna, beschreibt Author Rikky Rooksby, dass Who’s That Girl Madonnas bester Popsong ist. Stephen Thomas Erlewine von Allmusic kommentierte, dass Who’s That Girl, zusammen mit Causing a Commotion, nicht Madonnas beste Singles sind. Biografer J. Randy Taraborrelli, beschrieb das Lied in seinem Buch Madonna: An Intimate Biography als „interessante Madonna-Musik“ und „Funky, lässig und melodisch, mit einem Latin-Akzent.“ Noah Robischon von Entertainment Weekly erklärte, dass der Film und das Lied Madonna stärker gemacht haben. Bill Lamb von About.com sagte, dass das Lied, zusammen mit der zweiten Single des Soundtrackalbums Causing a Commotion, kein Beispiel für Madonnas beste Musik war.

### Auszeichnungen
Who’s That Girl war 1988 für einen Golden Globe Award als bester Filmsong sowie für den Grammy Award for Best Song Written for Visual Media nominiert.

## Musikvideo
Das Musikvideo wurde an zwei Tagen in der Grayhall Mansion in Beverly Hills (Kalifornien) gedreht. Madonna präsentierte sich für den Film mit neuem blonden Haarstil, welchen sie auch im Musikvideo benutzte. Sie wollte damit auf ihre Art an die Heroinen der Screwball-Komödien der 1930er erinnern. So wie das Lied, enthält auch das Musikvideo Elemente aus der Hispanischen Kultur. Madonna trägt typisch spanische Kleidung und spielt eine junge Frau auf Schatzsuche. Sie selbst beschreibt es als eine teilweise Fortsetzung des La Isla Bonita-Musikvideos. Im Video trägt Madonna auch einen spanischen Hut zusammen mit einem Bolero. Diese Kombination sollte später zum Modetrend werden.
Die Regie beim Musikvideo führte Peter Rosenthal. Das Video beginnt damit, dass Madonna einen Park betritt. Nachdem sie zwei Kinder und einen Jugendlichen getroffen hat, ziehen sie durch den Park und Madonna singt dabei das Lied. Diese Szenen wechseln mit den Szenen des Films ab. In den Filmszenen erscheint Madonnas Charakter Nikki Fynn. Etwas später befindet sich Madonna auf der Suche nach einem ägyptischen Schatz. Nach einiger Zeit findet Madonna einen riesigen Diamant. Sie schaut glücklich zu den Kindern auf. Am Ende des Videos tanzt Madonna mit den zwei Kindern.
Das Musikvideo zeigt Madonna in einer anderen Rolle als im Film. Das Video wurde kritisiert, weil es angeblich nicht „die richtige Madonna“ zeige. Laut Vincent Canby von der New York Times wollte Madonna zu dieser Zeit Marilyn Monroe ähnlich sein, aber mit der „komischen Laszivität“ von Jean Harlow. Dieser Persönlichkeitstyp wurde in der zweiten Hälfte des Films Who’s That Girl gezeigt. Das Musikvideo sollte nicht die „richtige Madonna“ und ihre „Qualitäten“ darstellen und auch nicht den „Film promoten“, für den das Lied und das Musikvideo geschaffen wurden. Das Video sollte lediglich die Gedanken und die Persönlichkeit von Madonnas Filmcharakter aus der ersten Hälfte des Filmes zeigen und dabei Stellung zum Inhalt des Films nehmen.

## Kommerzieller Erfolg

### Chartplatzierungen
Who’s That Girl wurde in den Vereinigten Staaten im Juni 1987 veröffentlicht. Es debütierte in den Billboard Hot 100 auf Platz 43 und erreichte nach sieben Wochen Platz 1 und blieb für eine Woche an der Spitze. Insgesamt verbrachte das Lied 16 Wochen in den Hot 100. Es wurde Madonnas sechster Nummer-eins-Hit in den USA, damit wurde sie der erste Künstler, dem sechs Nummer-eins-Hits in den 80ern veröffentlichte und die erste weibliche Künstlerin, der so viele Nummer-eins-Hits gelangen.  Im Jahr 2000 kam das Lied nach einer Wahl auf Platz 10 der besten Madonna-Lieder.
In Kanada debütierte das Lied am 11. Juli 1987 auf Platz 38 und erreichte am 29. August 1987 für eine Woche Platz 1 und hielt sich insgesamt 23 Wochen in den Charts. Im Vereinigten Königreich wurde Who’s That Girl am 14. Juli 1987 veröffentlicht und debütierte auf Platz 3 in den britischen Singlecharts, in der folgenden Woche erreichte das Lied Platz 1 und wurde Madonnas fünfter Nummer-eins-Hit im Vereinigten Königreich. In Europa erreichte Who’s That Girl Platz 1 in Belgien, Italien, Irland und den Niederlanden sowie die Top Five in Österreich, Frankreich, Deutschland, Norwegen, Schweden und der Schweiz.
| ChartsChartplatzierungen       | Höchstplatzierung | Wochen/ Monate |
| ------------------------------ | ----------------- | -------------- |
| Deutschland (GfK)              | 2 (16 Wo.)        | 16 Wo.         |
| Österreich (Ö3)                | 4 (3 Mt.)         | 3 Mt.          |
| Schweiz (IFPI)                 | 2 (14 Wo.)        | 14 Wo.         |
| Vereinigte Staaten (Billboard) | 1 (16 Wo.)        | 16 Wo.         |
| Vereinigtes Königreich (OCC)   | 1 (10 Wo.)        | 10 Wo.         |

| ChartsJahrescharts (1987)      | Platzierung |
| ------------------------------ | ----------- |
| Deutschland (GfK)              | 22          |
| Schweiz (IFPI)                 | 10          |
| Vereinigte Staaten (Billboard) | 42          |
| Vereinigtes Königreich (OCC)   | 20          |

### Auszeichnungen für Musikverkäufe
| Land/Region                  | Auszeichnungen für Musikverkäufe (Land/Region, Auszeichnung, Verkäufe) | Verkäufe |
| ---------------------------- | ---------------------------------------------------------------------- | -------- |
| Frankreich (SNEP)            | Gold                                                                   | 250.000  |
| Vereinigtes Königreich (BPI) | Silber                                                                 | 410.000  |
| Insgesamt                    | 1× Silber · 1× Gold ·                                                  | 660.000  |

Hauptartikel: Madonna (Künstlerin)/Auszeichnungen für Musikverkäufe

## Liveauftritte
Madonna sang das Lied nur auf ihrer Who’s That Girl World Tour im Jahre 1987 live. Die Outfits für die Auftritte wurden von Marlene Stewart entworfen. Während der Auftritte zum Lied tanzte Madonna immer um die Bühne und kommunizierte mit dem Publikum. Zwei verschiedene Liveversionen des Liedes sind auf den Videos Who’s That Girl – Live in Japan, gefilmt in Tokyo am 22. Juni 1987 und Ciao, Italia! – Live from Italy, gefilmt in Turin am 4. September 1987, zu finden.